# Алкмена
Алкме́на (др.-греч. Ἀλκμήνη, лат. Alcmena, Alcmene) — персонаж древнегреческих мифов.
Дочь царя Микен Электриона и Анаксо, (по Еврипиду и Плутарху — Лисидики, дочери Пелопа). Согласно Асию, дочь Амфиарая и Эрифилы.
Жена Амфитриона, от которого она родила Ификла; от принявшего же на себя вид Амфитриона Зевса произошёл Алкид, позже принявший имя Геракл. Зевс провел с ней две ночи подряд, а также день, превращенный в ночь; либо три вечера, либо четыре ночи подряд, либо девять ночей. Ификл и Алкид были близнецами. Миф о рождении от Алкмены смертного и божественного детей является проявлением так называемого близнечного культа. В греческой мифологии сходный сюжет присутствует в мифе о Диоскурах. В этих мифах нашло своё отражение верование, что при рождении близнецов лишь один из них зачинается его смертным отцом. Второй же — зачат кем-то из сверхъестественных существ.
Алкмена не могла родить Геракла 7 дней и ночей. По одной из версий, родив Геракла, она отнесла его на Гераклово поле. Гера дала ему грудь, но тот ее укусил, и она отбросила младенца. Афина отнесла его к матери и велела кормить его. Либо Гера, обманутая Зевсом, кормила ребёнка. Либо Гермес отнес его на небо и приложил к соску Геры, но Гера стряхнула его, и молоко образовало Млечный путь.
После смерти своего супруга она вступила в брак с сыном Зевса, Радамантом, жившим в Окаме, в Беотии. По более древнему преданию, Зевс велел Гермесу перевезти её труп на острова блаженных, где она и была обвенчана с Радамантом. Как мать Геракла и родоначальница Гераклидов, она была неоднократно воспеваема греческими поэтами. Известным сюжетом является также сцена, когда сын Ификла (внук Алкмены) Иолай добыл в битве голову Еврисфея, много лет преследовавшего Геракла. Когда голову принесли к Алкмене, то она выколола веретеном его (Еврисфея) глаза.
После смерти Гилла Алкмена отправилась в Фивы и, исчезнув там бесследно, стала почитаться у фиванцев наравне с богами. Либо умерла по дороге в Мегаре, идя в Фивы из Аргоса, и оракул в Дельфах изрек, что её лучше похоронить в Мегаре, в итоге её памятник показывали в Мегаре. По фиванцам, когда она умерла, то превратилась в камень. Гераклиды жили в Фивах у Электриных ворот. Когда она умерла, в гробу обнаружили камень. Гермес унес её на Острова Блаженных и дал в жены Радаманту. Камень фиванцы поставили в священной роще, где находится героон Алкмены. Могилы Радаманта и Алкмены были также в Галиарте. Одиссей встречает её в Аиде.
Действующее лицо трагедий Эсхила («Алкмена»), Софокла («Амфитрион») Еврипида («Гераклиды» и «Алкмена»), Иона Хиосского, Астидаманта Младшего, Дионисия Сиракузского («Алкмена»), трагедии Сенеки «Геркулес на Эте».
В честь Алкмены назван астероид (82) Алкмена, открытый в 1864 году.